# 쿠르쿠마 아로마티카
강황(薑黃, 학명: Curcuma aromatica)은 생강과의 여러해살이풀이다.

## 이름
쿠르쿠마 아로마티카는 ‘강황(薑黃)’, ‘심황(深黃)’, ‘울금(鬱金)’ 등으로 불리는데, 이 이름은 쿠르쿠마 롱가(C. longa)와 섞여 쓰인다.
국립수목원에서는 C. aromatica를 "강황", C. longa를 "울금"이라 정의한다. 일본에서도 C. aromatica가 "강황", C. longa가 "울금"이라 불리는데, 중국에서는 거꾸로 C. longa를 "강황", C. aromatica를 "울금"이라 부르고 있다.
대한민국약전에서는 C. weyujin, C. longa, C. kwangsiensis, C. phaeocaulis의 덩이뿌리를 "울금",:960 C.longa의 뿌리줄기를 "강황"으로 정의한다.:905

## 특징
키는 1m 정도이며, 늦봄에 나팔 모양의 담홍색 꽃이 잎겨드랑이에 많이 달린다.

## 분포
남아시아와 동남아시아에 분포한다. 네팔, 라오스, 스리랑카, 인도가 원산지이다.

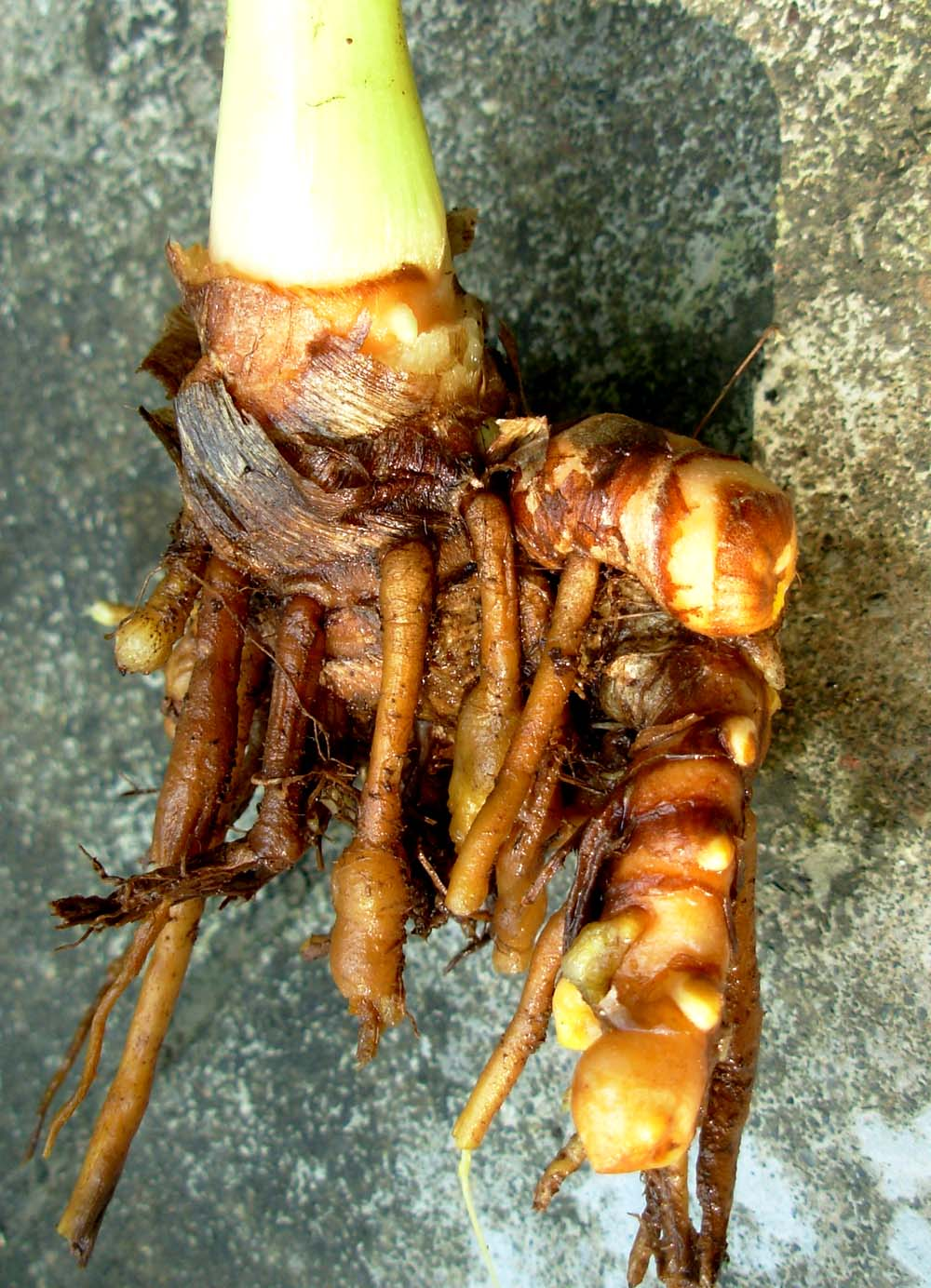
뿌리줄기